# Кызылташ (озеро)
Кызылта́ш (устар. Кызыл-Та́ш) — озеро-водохранилище в Озёрском городском округе Челябинской области. Площадь поверхности — 18,2 км². Высота над уровнем моря — 225,1 м. Объём воды — 0,0844 км³.

## Этимология
Название озера происходит от сложения баш. ҡыҙыл (красный) и баш. таш (скала, камень, останец).

## Общая характеристика
На западном берегу расположен город Озёрск, а в 9 километрах западнее — город Кыштым, на южном берегу расположен 
ПО «Маяк». Озеро является технологическим спецводоёмом «В-2» ПО «Маяк».
Через озеро протекает река Теча. Озеро относится к водохозяйственному участку реки Течи, Иртышскому бассейновому округу. Рельеф местности вокруг озера мелкосопочный. Рядом расположены озёра Иртяш, Бердениш, Большая Нанога и Малая Нанога.
В окрестностях озера находятся Кызылташ-Течинские месторождения корунда и марганецсодержащих гранатов (в частности, спессартина).
Рычков Пётр Иванович в своей книге «Топография Оренбургская» в разделе «Знатные озера в Башкирии» писал:

Понынѣ въ Оренбургской губерніи изъ желѣзныхъ заводовъ дѣйствительно построеныхъ въ Исетьской провинціи Каслинской, на Каслинскомъ истокѣ, которой называется и Кургулакъ, а оной изтекаетъ изъ озера Касли, и впадаетъ въ озеро Кизылъ Ташъ.
— Рычков П. И.
По состоянию на конец XIX века из промысловых рыб в озере в изобилии водились крупные взрослые экземпляры линя и карася, нерест и развитие молодых особей при этом происходило в озере Иртяш и в Метлинском пруду (село Метлино или Верх-Теченское). Более крупные размеры рыб отмечаются и в начале XXI века (чебак, окунь, лещ, щука, линь, карась), что могло быть обусловлено также ограничением лова и более тёплыми водами озера, являющегося технологическим водоёмом-теплообменником. В 1980—1990 гг. в озере водился узкопалый речной рак.

## Кызылташская крепость
На восточном берегу озера, на левом берегу вытекающей реки Течи, в 1735 году на дороге между Екатеринбургом и Оренбургом (см. Орская крепость) была заложена Кызылташская крепость («Татищев городок»), где располагалась временная ставка В. Н. Татищева. После его отъезда в 1736 году крепость была частично сожжена во время одного из башкирских восстаний. Предположительно, в ней Татищевым были утверждены документы на строительство Миасской, Челябинской и Чебаркульской крепостей.
Упоминание о крепости с картой-схемой, составленной в 1742 году, приводится и И. Г. Гмелином. Упоминания о заброшенной крепости с одним жителем-отшельником в XVIII веке имелись и у П. С. Палласа. В дальнейшем в связи с тем, что крепость была заброшена, а впоследствии местность была закрыта для посещений, сведения о крепости были забыты. Сведения о крепости были обнаружены повторно в архивных документах в начале XXI века историком и краеведом М. С. Гитисом. В 2011 году определено место расположения крепости, найдены археологические находки. Место расположения крепости сохранено в первозданном виде, кроме южной стены, которая была повреждена в XX веке при строительстве ПО «Маяк».

## Химкомбинат «Маяк»
1 декабря 1945 года в рамках Атомного проекта для производства оружейного плутония СНК СССР принимает решение о строительстве завода № 817 на южном берегу озера Кызылташ (Постановление № 3007-697cc). В 1945 году начинается подготовка для размещения строителей для чего на южном берегу озера отрываются землянки, в 1946 году силами строительных воинских частей и заключённых Челяблага начинается возведение объекта, в 1948 году начинается эксплуатация предприятия.
Озеро использовалось комбинатом № 817 с 1948 года как часть контура охлаждения первого в СССР промышленного ядерного реактора «А-1» и остальных ядерных реакторов, введённых в эксплуатацию в последующие годы: водозабор, слив воды второго и третьего контуров, а в начальный период прямоточно и первого контура охлаждения, после предварительного отстаивания радионуклидов, а также для слива малоактивных отходов радиохимического завода. Для разделения участков водозабора и слива использованной воды была построена струеразделительная дамба длиной 3 км, конструкция которой приводит к циркуляции воды озера по кругу (против часовой стрелки). Плановый сброс среднеактивных и аварийный высокоактивных жидких радиоактивных отходов производства осуществлялось ниже плотины «П-2» по течению реки Течи. Предполагалось, что радионуклиды осядут в проточных прудах-водоёмах «В-3» и «В-4». Но, в дальнейшем с радиоактивным загрязнением реки часть её воды в начале 1950-х годов была пущена в обход озера Кызылташ и прудов из озера Иртяш через озеро Бердениш путём устройства каналов, а высокорадиоактивные отходы начали сливать в озеро Карачай (спецводоём «В-9»). При радиационной аварии 1957 года озеро Бердениш попало в зону Восточно-Уральского радиоактивного следа и значительно загрязнено выпавшими радиоактивными осадками, после чего каналы были перекрыты, а часть русла реки Течи была направлена по обводному левобережному каналу с озера Кызылташ минуя водоёмы «В-3», «В-4» и «В-10». С созданием Теченского каскада водоёмов ниже по течению реки Течи, с 1964 года сток с озера в каскад водоёмов регулируется плотиной «П-2», основное русло реки Теча направлено по обводному левобережному каналу в обход озера Кызылташ и каскада водоёмов.

### Последствия антропогенного воздействия
Вследствие того, что температура воды на месте попадания сточной воды из канала, отгороженного струеразделительной дамбой, в основной объём озера составляла в 1950—1980 гг. 50-70 °C, происходил нагрев всего озера и ледостав практический отсутствовал в зимнее время.
Происходило изменение и минерального состава озера вследствие того, что в озеро поступали хозяйственно-бытовые стоки и химические вещества используемые в технологической цепочке производства. Так происходило изменение минерализации воды с карбонатно-кальциевого на сульфатно-хлоридный, снижение жёсткости, увеличение ионов фосфора, азота, железа, меди, хрома.
В начале эксплуатации комбината в озеро поступали изотопы: натрий-24, фосфор-32, азот-13, углерод-14, магний-27, кремний-31, стронций-90, цезий-137 и другие. Всего к 1956 году в озере было накоплено 3,33⋅1014 Бк радионуклидов, при этом зимой 1953—1954 годов озеро было промыто пропуском 12 млн м³ воды реки Течи, вследствие чего в реку с водой озера поступило 7,4⋅1013 Бк радионуклидов. По состоянию на 1986 год удельная активность воды озера составляла около 850 Бк/л, донных отложений около 4,2⋅105 Бк/кг. При этом основной вклад вносили хром-51, цезий-137, стронций-90, рутений-106, кобальт-60. Также были выявлены скандий-46, марганец-54, цинк-65, ниобий-95, цирконий-95, сурьма-125, церий-144, калий-40 (≈ 7 Бк/л и ≈ 2000 Бк/кг 40К). По состоянию на 1984 год суммарная удельная активность радионуклидов в рыбе выловленной в озере составляла около 6,7⋅104 Бк/кг, в раках около 20,9⋅104 Бк/кг. С 1990 года, после остановки 5 прямоточных уран-графитовых реакторов отрицательное воздействие всех антропогенных факторов на озеро снижено, озеро является по сути хранилищем радиоактивных отходов и постепенно переходит на стадию самовосстановления.
Озеро находится в охраняемой санитарно-защитной зоне ПО «Маяк», ловля рыбы, охота на водоплавающую дичь в озере запрещены. В ходе научных исследований лесной подстилки и прибрежной растительности озера в 2010-х годах выявлены повышенные содержания техногенных радионуклидов, в частности: нептуний-237, плутоний-239, плутоний-240, америций-241, стронций-90, цезий-137.

## Комментарии
1. ↑  Бывшее село Метлино (Верх-Теченское), отселённое вследствие радиоактивного загрязнения реки Течи и затопленное при создании Теченского каскада водоёмов, не следует путать с ныне существующим посёлком Метлино расположенным в нескольких километрах от левого берега реки Течи. В данном случае, в источнике речь про Метлинский пруд на реке Тече в границах села, которое не идентично ныне существующему «Метлинскому пруду» в составе Теченского каскада водоёмов.